# Hockey Club Lugano
Le Hockey Club Lugano, souvent abrégé HC Lugano ou HCL, est un club de hockey sur glace basé à Lugano en Suisse. Il évolue en National League depuis 1983.

## Structure
- Président : Victoria Mantegazza
- Vice-président : Andy Näser
- Membres du CdA : Marco Bertoli, Ruben Fontana, Claudio Massa, Marco Ronchetti, Alain Vetterli et Giorgio Zaccheo
- Directeur général : Marco Werder
- Directeur sportif : Hnat Domenichelli

## Palmarès
- LNA
  - 1986, 1987, 1988, 1990, 1999, 2003, 2006
- LNB
  - 1971, 1982

‌

## Histoire

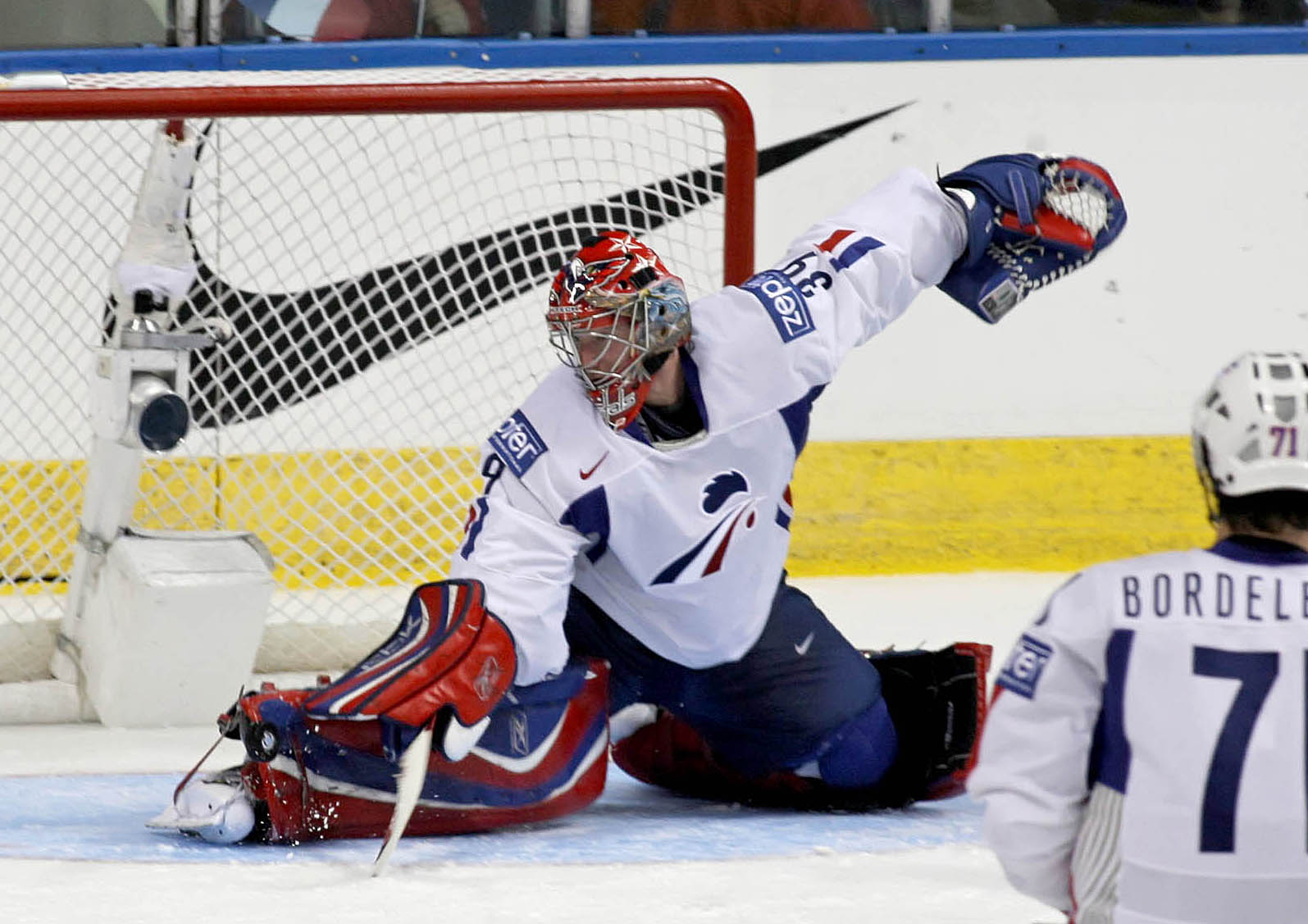
Cristobal Huet (1998-2002).

- Années 1940 à 1960 : le Hockey Club Lugano a été constitué pendant la saison 1940-1941 quand l'équipe jouait sur le petit lac de Muzzano avec entre autres les cousins de Ambri.
- Années 1960 à 1980 : pendant la saison 1963-1964, le Hockey Club Lugano atteint enfin la LNB.
- 1985-1986 : premier titre de champion pour le Hockey Club Lugano, après l'installation du système des séries éliminatoires en 1986.
- 1986-1987 : deuxième titre de champion Suisse.
- 1987-1988 : troisième titre de champion Suisse.
- 1989-1990 : quatrième titre de champion Suisse.
- Années 1990 à 2000 : Lugano remporte le titre de la saison 1998-1999.
- 2001-2002 : fondation du HC Lugano SA.
- Années 2003 à 2006 : sixième et septième titres de Lugano.

## Chronologie
- 1940-1943 : -
- 1943-1944 : Ligue nationale B
- 1944-1945 : Championnat tessinois
- 1945-1946 : Ligue nationale B
- 1946-1950 : -
- 1950-1955 : Championnat tessinois
- 1955-1956 : Deuxième ligue
- 1956-1964 : Première ligue
- 1964-1971 : Ligue nationale B
- 1971-1973 : Ligue nationale A
- 1973-1982 : Ligue nationale B
- Depuis 1982 : Ligue nationale A/National League

## Effectif
| No    | Nom                    | Nat. | Position  | Arrivée                                  |
| ----- | ---------------------- | ---- | --------- | ---------------------------------------- |
| +032, | Adam Húska             |      | Gardien   | 2024 - Torpedo Nijni Novgorod            |
| +034, | Niklas Schlegel        |      | Gardien   | 2019 - CP Berne                          |
| +037, | Joren van Pottelberghe |      | Gardien   | 2024 - HC Bienne                         |
| +079, | Mattia Ferrari         |      | Gardien   | Formé au Club                            |
| +056, | Justin Schultz         |      | Défenseur | 2024 - Kraken de Seattle                 |
| +022, | Santeri Alatalo – A    |      | Défenseur | 2021 - EV Zoug                           |
| +025, | Mirco Müller           |      | Défenseur | 2021 - Leksands IF                       |
| +026, | David Aebischer        |      | Défenseur | 2024 - SC Rapperswil-Jona Lakers         |
| +028, | Samuel Guerra          |      | Défenseur | 2021 - HC Davos                          |
| +041, | Leandro Hausheer       |      | Défenseur | 2023 - EV Zoug                           |
| +048, | Nick Meile             |      | Défenseur | 2024 - CP Berne                          |
| +052, | Jesper Peltonen        |      | Défenseur | 2023 - EHC Kloten                        |
| +063, | Carl Dahlström         |      | Défenseur | 2024 - Färjestad BK                      |
| +007, | Daniel Carr            |      | Attaquant | 2021 - Capitals de Washington            |
| +010, | Marco Müller           |      | Attaquant | 2022 - EV Zoug                           |
| +011, | Marco Zanetti          |      | Attaquant | Formé au Club                            |
| +012, | Aleksi Peltonen        |      | Attaquant | 2024 - HC Davos                          |
| +013, | Matthew Verboon        |      | Attaquant | 2023 - Raiders de Colgate                |
| +014, | Lorenzo Canonica       |      | Attaquant | 2023 - Cataractes de Shawinigan          |
| +017, | Luca Fazzini – A       |      | Attaquant | Formé au Club                            |
| +020, | Cole Cormier           |      | Attaquant | 2023 - Olympiques de Gatineau            |
| +023, | Giovanni Morini        |      | Attaquant | Formé au Club                            |
| +036, | Mark Arcobello         |      | Attaquant | 2020 - CP Berne                          |
| +057, | Liekit Reichle         |      | Attaquant | 2024 - HC Bienne                         |
| +067, | Jiří Sekáč             |      | Attaquant | 2024 - Lausanne HC                       |
| +075, | Roberts Cjunskis       |      | Attaquant | Formé au Club                            |
| +078, | Stéphane Patry         |      | Attaquant | 2021 - Genève-Servette HC                |
| +088, | Michael Joly           |      | Attaquant | 2023 - HPK                               |
| +096, | Radim Zohorna          |      | Attaquant | 2024 - Penguins de Wilkes-Barre/Scranton |
| +097, | Calvin Thürkauf – C    |      | Attaquant | 2021 - EV Zoug                           |

## Numéros retirés
Le HC Lugano a retiré un total de six numéros :
- #1  Alfio Molina : ancien gardien du HC Lugano et de l'équipe nationale.
- #2  Sandro Bertaggia : joueur emblématique du club, qui a pris part à la conquête de tous les titres du club, hormis celui de la saison 2005-2006 car il avait pris sa retraite sportive.
- #3  Julien Vauclair : le 16 septembre 2022[3].
- #4  Pat Schafhauser : défenseur américano-suisse, qui, après une grosse charge contre la bande durant un match contre le HC Davos en 1995, a perdu l'usage de ses jambes et est depuis en chaise roulante.
- #33  Petteri Nummelin : le 31 août 2013.
- #38  Raffaele Sannitz
- #40  Flavien Conne
- #44  Andy Näser